# Capedulia calendulae
Capedulia calendulae är en spindeldjursart som beskrevs av Meyer 1979. Capedulia calendulae ingår i släktet Capedulia och familjen Tenuipalpidae. Inga underarter finns listade.